# Streitkräfte Eritreas

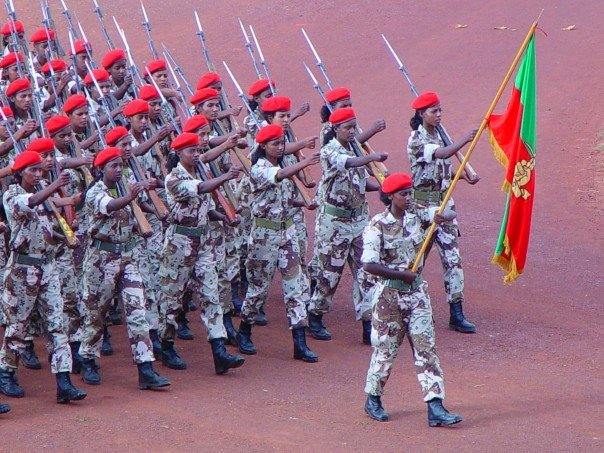
Militärparade

Die Streitkräfte Eritreas (engl. Eritrean Defence Forces, Tig. ሓይልታት ምክልኻል ሓይልታት ምክልኻል ኤርትራ; arab. ﺍﻟﻘﻭﺍﺖ ﺍﻟﺪﻓﺎ ﺍﻹﺮﺗﺮﻱ) sind 1991 aus der Eritreischen Volksbefreiungsfront (EPLF) hervorgegangen, die für die Unabhängigkeit Eritreas von Äthiopien kämpfte.

## Geschichte
Die Eritreische Volksbefreiungsfront spaltete sich 1970 als christlich dominierter Flügel von der muslimisch/christlich dominierten Eritreischen Befreiungsfront ab (wobei beide Gruppen offiziell marxistisch orientiert waren). Von 1972 bis 1974 befanden sich die beiden Organisationen in einem bürgerkriegsähnlichen Zustand. Nachdem sich 1978 die EPLF in die Region Sahel zurückgezogen hatte, führte der wieder auflebende Konflikt zwischen den beiden Gruppierungen zu einem Rückzug der ELF in das sudanesische Nachbarland. 1988 begann die EPLF ihre Offensive in Richtung Süden. Mit Hilfe der äthiopischen Opposition und der Volksbefreiungsfront von Tigray (TPLF) konnten Anfang 1991 einige wichtige Siege über das äthiopische Militär gefeiert werden. Am 24. Mai 1991 nahm die EPLF Eritreas Hauptstadt Asmara ein und beendete damit militärisch den Unabhängigkeitskrieg.
Unter anderem bedingt durch den jahrzehntelangen Unabhängigkeitskrieg gegen Äthiopien wird die Eigenständigkeit Eritreas stark betont, was zum Teil als Isolationismus bezeichnet wird. Dementsprechend nimmt das Militär in Eritrea eine große Rolle ein. Es kam in der jungen Geschichte des Landes zu mehreren Grenzkonflikten, insbesondere zum erneuten Krieg gegen Äthiopien 1998–2000. Mitte 2008 kam es in einem umstrittenen Grenzgebiet um Ras Doumeira mehrfach zu Zusammenstößen dschibutischer Truppen mit Truppen Eritreas. Die USA und der Sicherheitsrat der Vereinten Nationen beschuldigten Eritrea der militärischen Aggression gegen Dschibuti.

## Organisation
Es gibt eine Allgemeine Wehrpflicht für Männer und Frauen. Das 12. (letzte) Schuljahr ist in Sawa, dem militärischen Grundausbildungszentrum zu absolvieren. Weibliche Einberufene erfahren weit verbreitete sexuelle Gewalt unter Androhung von Urlaubsverweigerung über sexuelle Sklaverei bis hin zu Dienst an der Kriegsfront. "Schwangere Frauen wurden nach Hause geschickt".
Oberbefehlshaber der Streitkräfte ist der Präsident Eritreas. Sie gliedern sich in Heer, Marine und Luftwaffe. Die Militärausgaben betragen momentan 5,1 Prozent der Staatsausgaben. Das Militär hat eine Personalstärke von 201.750 Soldaten und 120.000 Reservisten.

## Heer
Kommandeur der 1991 aufgestellten Eritrean Army ist Ahmed Umer Kakay. Das Hauptquartier befindet sich in Asmara.
Das Heer verfügt über folgendes schweres Gerät:

### Fahrzeuge
| Typ            | Herkunft    | Funktion                  | Aktiv | Anmerkungen                                                        |
| -------------- | ----------- | ------------------------- | ----- | ------------------------------------------------------------------ |
| T-54 T-55      | Sowjetunion | Kampfpanzer Bergepanzer   | 270   | 120 T-55A wurden 2005 von Bulgarien geliefert.                     |
| BRDM-1 BRDM-2  | Sowjetunion | Spähpanzer                | 40    |                                                                    |
| BMP-1          | Sowjetunion | Schützenpanzer            | 15    | Quelle vermutlich Äthiopien.                                       |
| MT-LB          | Sowjetunion | Mannschaftstransportwagen | 10    | 2005 von Bulgarien geliefert. Vermutlich nicht mehr einsatzbereit. |
| BTR-60 BTR-152 | Sowjetunion | Mannschaftstransportwagen | 25    |                                                                    |
| MTU            | Sowjetunion | Brückenlegepanzer         |       | berichtet                                                          |

### Panzerabwehrwaffen
| Typ           | Herkunft    | Funktion              |
| ------------- | ----------- | --------------------- |
| 9K11 Maljutka | Sowjetunion | Panzerabwehrlenkwaffe |
| 9K113 Konkurs | Sowjetunion | Panzerabwehrlenkwaffe |
| D-44          | Sowjetunion | Kanone                |

### Artillerie
| Typ           | Herkunft    | Kaliber | Funktion          | Anzahl | Anmerkungen                   |
| ------------- | ----------- | ------- | ----------------- | ------ | ----------------------------- |
| 2S1 Gvozdika  | Sowjetunion | 122 mm  | Selbstfahrlafette | 32     | 2005 von Bulgarien geliefert. |
| 2S5 Giazint-S | Sowjetunion | 152 mm  | Selbstfahrlafette | 13     |                               |
| D-30          | Sowjetunion | 122 mm  | Haubitze          |        |                               |
| M-46          | Sowjetunion | 130 mm  | Haubitze          | 19     | 1999 von Bulgarien geliefert. |
| BM-21 Grad    | Sowjetunion | 122 mm  | Raketenwerfer     | 35     |                               |
| BM-27         | Sowjetunion | 220 mm  | Raketenwerfer     | 9      | 2007 von Belarus geliefert.   |

### Flugabwehrwaffen
| Typ              | Herkunft    | Kaliber | Funktion         | Anmerkungen |
| ---------------- | ----------- | ------- | ---------------- | ----------- |
| 9K32 Strela-2    | Sowjetunion |         | MANPADS          | veraltet    |
| ZSU-23-4 Schilka | Sowjetunion | 23 mm   | Flugabwehrpanzer |             |
| SU-23            | Sowjetunion | 23 mm   | Flugabwehrkanone |             |

## Luftwaffe

Roundel der Eritrean Air Force

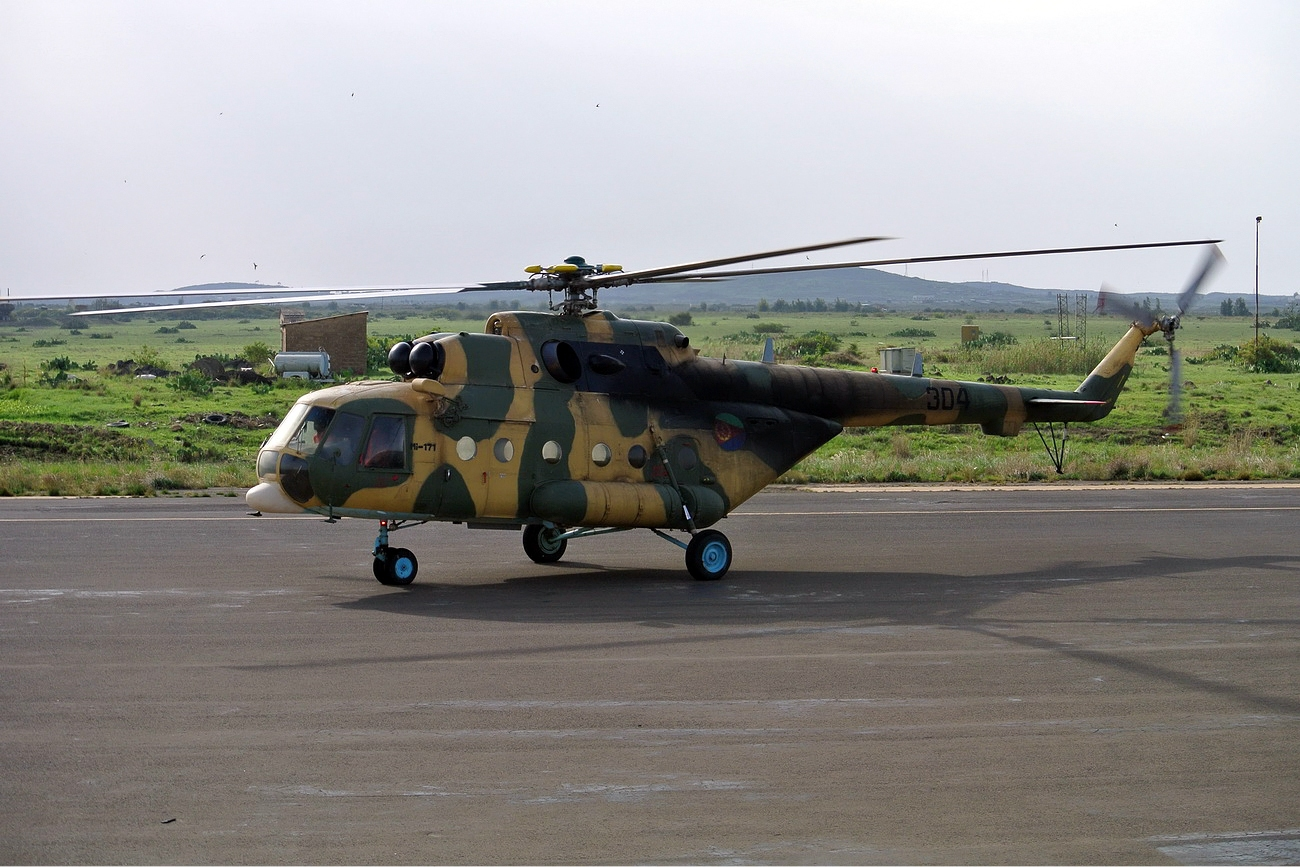
Mil Mi-171

Die Eritrean Air Force (ERAF) entstand 1994. Im Eritrea-Äthiopien-Krieg wurde die ERAF mit modernen Kampfflugzeugen hochgerüstet. Kommandeur der Eritrean Air Force ist Generalmajor Teklai Habteselassie. Das Hauptquartier befindet sich in Asmara.
Die ERAF verfügt über folgendes Fluggerät (Stand Ende 2020):
| Fluggerät           | Herkunft            | Typ                                  | Version      | In Dienst | Anmerkungen |
| ------------------- | ------------------- | ------------------------------------ | ------------ | --------- | ----------- |
| Aermacchi MB-339    | Italien             | Schulflugzeug                        |              | 6         |             |
| Beechcraft King Air | Vereinigte Staaten  | Transportflugzeug                    | B-200        | 1         |             |
| Bell 412            | Vereinigte Staaten  | Mehrzweckhubschrauber                |              | 1         |             |
| Harbin Y-12         | Volksrepublik China | Transportflugzeug                    |              | 4         |             |
| Mil Mi-8            | Sowjetunion         | Transporthubschrauber                | Mi-17 Mi-171 | 6         |             |
| Mil Mi-24           | Sowjetunion         | Kampfhubschrauber                    |              | 6         |             |
| MiG-29              | Sowjetunion         | Mehrzweckkampfflugzeug               |              | 5         |             |
| Suchoi Su-27        | Sowjetunion         | Mehrzweckkampfflugzeug Schulflugzeug |              | 1 1       |             |

## Marine
Die Marine entstand 1991 aus Kräften der Befreiungsbewegung EPLF und den Resten der äthiopischen Marine. Kommandeur ist Generalmajor Hummed Ahmed Karikare. Das Hauptquartier befindet sich in Massaua.
Sie verfügt über folgende Schiffe:
| Klasse            | Herkunft           | Funktion         | Anzahl | Anmerkungen                                                                    |
| ----------------- | ------------------ | ---------------- | ------ | ------------------------------------------------------------------------------ |
| Super Dvora Mk II | Israel             | Patrouillenboot  | 4      | [ 13 ]                                                                         |
| Osa-Klasse        | Sowjetunion        | Patrouillenboot  | 5      |                                                                                |
|                   | Vereinigte Staaten | Patrouillenboot  | 3      | Hersteller: Swiftships                                                         |
| Projekt 770       | Polen              | Landungsfahrzeug | 1      | Wird von einem anderen Ministerium benutzt; vermutlich nicht mehr einsatzfähig |
| Ashdod            | Israel             | Landungsfahrzeug | 1      | vermutlich nicht mehr einsatzfähig                                             |
| T-4               | Sowjetunion        | Landungsfahrzeug | 1      | vermutlich nicht mehr einsatzfähig                                             |